# Jakob Pawanger
Jakob Pawanger, auch Bachwagner, Powagner und Powanga (* 28. Dezember 1680 in Sankt Stefan am Walde; † 5. August 1743 in Passau) war ein österreichischer Barockbaumeister.

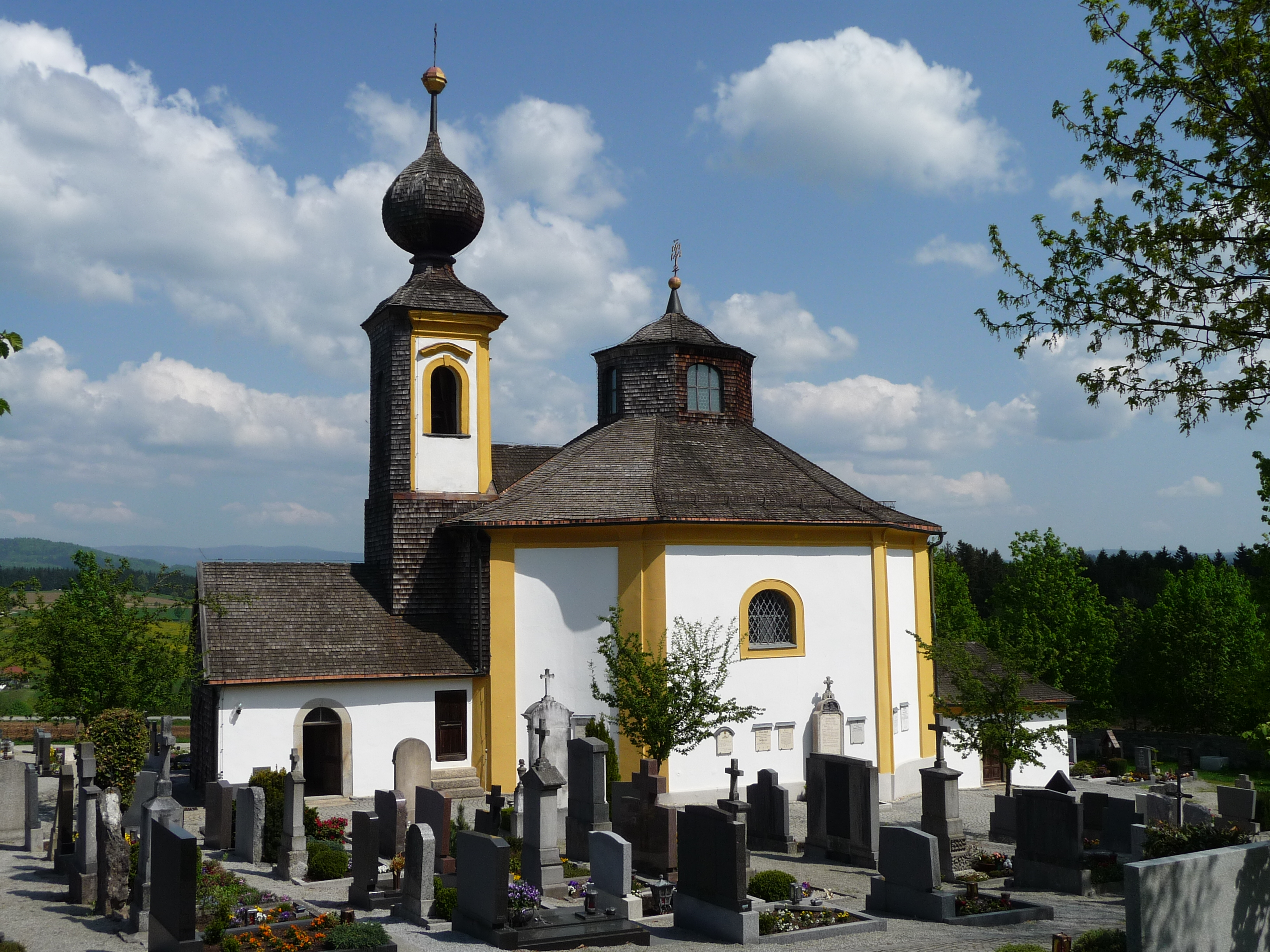
Die 1716 erbaute Friedhofskirche St. Anna in Wegscheid

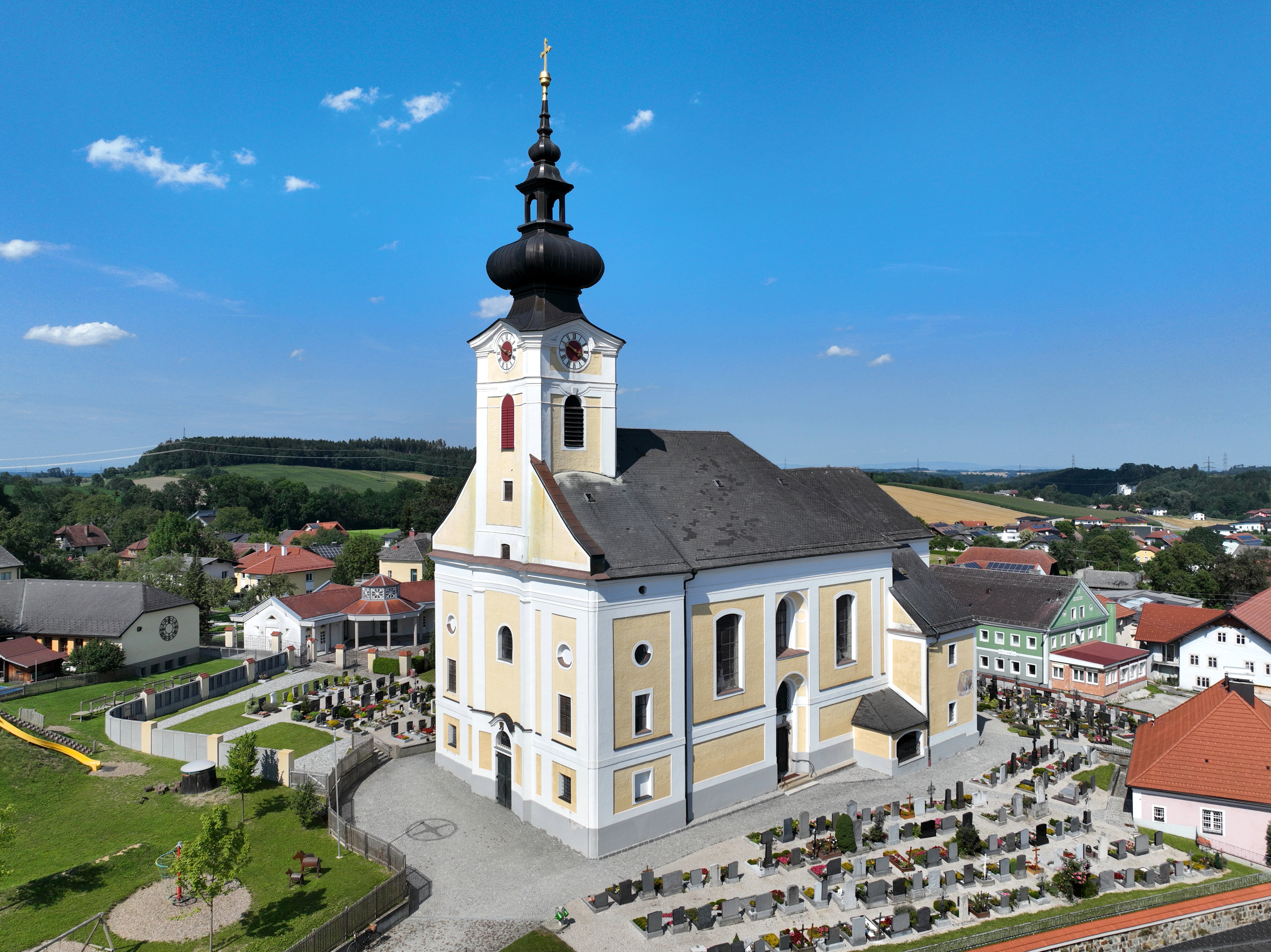
Die von 1732 bis 1735 errichtete Pfarrkirche hl. Laurentius in Gaspoltshofen

## Leben
Pawanger leitete seit 1706 die Erneuerung der Pfarrkirche St. Ägidius in Straßkirchen (Gemeinde Salzweg). Ungefähr 1710 wurde er Domkapitelmaurermeister in Passau. Hier erbaute er 1710 die Lamberg-Kapelle und übernahm 1712 die Aufmauerung des Hochaltars in der Jesuitenkirche.
1716 errichtete er das Augustinerchorherrenstift St. Nikola und im selben Jahr die Friedhofskapelle St. Anna in Wegscheid. Im April 1718 wurde Pawanger mit dem Umbau der gotischen Stiftskirche von Kloster Niederaltaich betraut. Er baute bis 1722 das Langhaus um und begann im November 1719 mit dem Umbau des Chores. Im April 1724 wurde er aufgrund fehlerhafter Fundamente von Johann Michael Fischer abgelöst. 
1720 begann er den Umbau der Pfarrkirche St. Georg in Schärding, deren Grundriss und Raumdisposition auf ihn zurückgehen. Nach dem Einsturz eines Pfeilers wurde er in Schärding inhaftiert. Erst im Laufe eines 18-jährigen Prozesses konnte er seine Unschuld erweisen. 
Pawanger erschien später in Pram und erbaute vielleicht 1726 die Laurentiuskapelle in Kapfham  und 1730 den Pfarrhof in Aicha vorm Wald. Seine vier Entwürfe für den Pfarrhof in Hutthurm aus dem Jahr 1741 wurden nicht ausgeführt.

## Werke
- 1712–1716 Pfarrkirche Hofkirchen an der Trattnach, Umbau des Chores, Neubau des Langhauses
- 1713–1718 Pfarrkirche Kallham
- 1716–1739 Pfarrkirche Hofkirchen im Mühlkreis
- 1718–1724 Abteikirche Niederaltaich
- 1721–1728 Pfarr- und Wallfahrtskirche Attersee, Umbau
- 1725 Pfarrkirche Taufkirchen an der Trattnach, Barockisierung
- 1729 Pfarrkirche Pram
- 1732–1735 Pfarrkirche Gaspoltshofen